# Willy Görter
Wilhelmus Edwin « Willy » Görter est un footballeur néerlandais, né le 6 juillet 1963 à La Haye. 
Milieu de terrain doué techniquement, Görter commence sa carrière aux Pays-Bas, avant de signer au FC Lugano en Suisse, puis au SM Caen en France, où il fait des débuts remarqués. En décembre 1993, il part en Belgique puis fait son retour dans son pays natal, avant de terminer sa carrière aux États-Unis. Son fils Donny Gorter est également footballeur professionnel.

## Biographie
Formé au RVC '33, Görter signe à 17 ans son premier contrat au DS'79 Dordrecht, un club de deuxième division néerlandaise dont il s'impose vite comme le meneur de jeu et avec lequel il découvre l'élite en 1983. Malgré la relégation immédiate du club en D2, la saison pleine de Görter lui vaut d'être recruté par Roda JC, un club de milieu de tableau. Après une première saison d'apprentissage, il réalise une saison 1985-1986 pleine, dans un rôle de milieu offensif aux côtés de Martin van Geel. 
Âgé de 23 ans, il décide alors de signer au FC Lugano, un club suisse évoluant en Nationalliga B (la deuxième division), qui se veut cependant ambitieux. Battu en barrage de montée la première année, le club retrouve finalement la D1 en 1988, grâce notamment aux 25 buts du Néerlandais, dont douze lors des quatorze matchs du tournoi de promotion. Le milieu de terrain confirme ses bonnes performances en première division, au point d'être nommé meilleur étranger du championnat en 1991, succédant ainsi dans le palmarès à Karl-Heinz Rummenigge et Iván Zamorano, alors que son club termine aux 6e et 5e rangs en 1990 et 1991.
Willy Görter est alors recruté par le Stade Malherbe de Caen, entraîné par le Suisse Daniel Jeandupeux, qui vient de perdre l'international anglais Graham Rix. Titulaire au milieu de terrain aux côtés de Benoît Cauet, Michel Rio et Jesper Olsen lors de la saison 1991-1992, il mène le club normand jusqu'à la 5e place du championnat, qualificative pour la Coupe UEFA. Handicapé par une pubalgie, il connaît une saison suivante plus difficile, d'autant que le club a recruté l'ancien international argentin Gabriel Calderón en Suisse, ainsi que le jeune meneur de jeu Stéphane Dedebant qui fait des débuts très prometteurs. Pour sa troisième saison, il retrouve sa place de titulaire du fait d'une grave blessure de Dedebant, mais quitte finalement la Normandie pendant l'hiver alors que le club obtient le prêt d'Aleksandr Mostovoï,.
Görter rejoint pour la fin de saison Lommel SK, un club belge de milieu de tableau, avant de faire son retour aux Pays-Bas, au FC Utrecht. Alors qu'il est un joueur important de l'équipe, il est lourdement suspendu pour avoir mis son doigt dans l'œil du jeune joueur Björn van der Doelen (en) du PSV Eindhoven le 6 novembre 1994. Il réalise cependant une saison pleine et signe l'année suivante au Vitesse Arnhem, un club de haut de tableau où il joue moins. Il part la saison suivante au NAC Breda, un autre club de l'élite où il joue de moins en moins, du fait notamment de blessures de plus en plus fréquentes.
En mars 1998, à près de 35 ans, Görter décide de tenter l'aventure américaine en signant à New England Revolution, un club de Major League Soccer situé près de Boston. Les résultats de son équipe sont plutôt médiocres, mais ses performances sur le terrain attire les dirigeants Miami Fusion, qui le font venir en cours de saison suivante pour compenser le départ du Colombien Carlos Valderrama. Le club se qualifie pour les play-offs de la Major League Soccer 1999 mais en est éliminé au premier tour, sur lequel le joueur termine sa carrière.

## Statistiques
Les statistiques d'Edwin Görter sont les suivantes,.
| saison          | club                   | pays       | championnat            | matchs | buts | coupe / play-offs | coupe / play-offs | Europe | Europe | Europe |
| saison          | club                   | pays       | championnat            | matchs | buts | m.                | b.                | comp.  | m.     | b.     |
| --------------- | ---------------------- | ---------- | ---------------------- | ------ | ---- | ----------------- | ----------------- | ------ | ------ | ------ |
| 1980-1981       | DS’79                  | Pays-Bas   | Eerste Divisie (D2)    | 1      | 0    | -                 | -                 | -      | -      | -      |
| 1981-1982       | DS’79                  | Pays-Bas   | Eerste Divisie (D2)    | 20     | 2    | -                 | -                 | -      | -      | -      |
| 1982-1983       | DS’79                  | Pays-Bas   | Eerste Divisie (D2)    | 29     | 6    | -                 | -                 | -      | -      | -      |
| 1983-1984       | DS’79                  | Pays-Bas   | Eredivisie             | 31     | 10   | -                 | -                 | -      | -      | -      |
| 1984-1985       | Roda JC                | Pays-Bas   | Eredivisie             | 32     | 4    | -                 | -                 | -      | -      | -      |
| 1985-1986       | Roda JC                | Pays-Bas   | Eredivisie             | 33     | 15   | -                 | -                 | -      | -      | -      |
| 1986-1987       | FC Lugano              | Suisse     | Ligue Nationale B (D2) | 22     | 14   | -                 | -                 | -      | -      | -      |
| 1987-1988       | FC Lugano              | Suisse     | Ligue Nationale B (D2) | 34     | 25   | -                 | -                 | -      | -      | -      |
| 1988-1989       | FC Lugano              | Suisse     | Ligue Nationale A      | 30     | 10   | -                 | -                 | -      | -      | -      |
| 1989-1990       | FC Lugano              | Suisse     | Ligue Nationale A      | 34     | 12   | -                 | -                 | -      | -      | -      |
| 1990-1991       | FC Lugano              | Suisse     | Ligue Nationale A      | 31     | 11   | -                 | -                 | -      | -      | -      |
| 1991-1992       | SM Caen                | France     | Division 1             | 36     | 4    | 4                 | 2                 | -      | -      | -      |
| 1992-1993       | SM Caen                | France     | Division 1             | 15     | 1    | -                 | -                 | C3     | 2      | 0      |
| 1993-déc. 1993  | SM Caen                | France     | Division 1             | 14     | 1    | -                 | -                 | -      | -      | -      |
| janv. 1994-1994 | Lommel SK              | Belgique   | Jupiler League         | 14     | 0    | -                 | -                 | -      | -      | -      |
| 1994-1995       | FC Utrecht             | Pays-Bas   | Eredivisie             | 26     | 11   | -                 | -                 | -      | -      | -      |
| 1995-1996       | Vitesse Arnhem         | Pays-Bas   | Eredivisie             | 18     | 5    | -                 | -                 | -      | -      | -      |
| 1996-1997       | NAC Breda              | Pays-Bas   | Eredivisie             | 12     | 0    | -                 | -                 | -      | -      | -      |
| 1997-mars 1998  | NAC Breda              | Pays-Bas   | Eredivisie             | 6      | 0    | -                 | -                 | -      | -      | -      |
| 1998            | New England Revolution | États-Unis | Major League Soccer    | 28     | 7    | -                 | -                 | -      | -      | -      |
| 1999            | New England Revolution | États-Unis | Major League Soccer    | 6      | 1    | -                 | -                 | -      | -      | -      |
| 1999            | Miami Fusion           | États-Unis | Major League Soccer    | 15     | 3    | 2                 | 0                 | -      | -      | -      |